# Warak
Warak(와락)은 대한민국의 작곡가이며, 본명은 이종혁이다.
팝스테이지나 오투잼 아날로그에서 본인 곡과 다른 작곡가들의 곡에서 기타연주와 재편곡으로 많이 참여했고, 사운드 엔지니어 활동도 했었다.

## 주요 활동

### 게임음악
- <Paint Heroes> / 2015 에피드 게임즈
- <BIG REX> / 2014 WMS
- <奇迹2> / 2013 The 9
- <노바2> / 2009 넷마블
- <트릭컬 리바이브> / 2023 에피드 게임즈

### 리듬게임
- <Tap Tap Disco> / 2015 Momo corp
- <HIGH5> / 2015 PNIXGAMES
  - Cosmic Invaders
  - Slow Motion
  - Once Upon A Time
- <Pump It Up> / 2015 Prime 안다미로
  - Latino Virus
  - Elysium
  - "Super Stylin"
- <Rhythm Master> / 2014 텐센트
  - REANIMATE
  - Umbrella
- <오투잼U> / 2012 Momo corp
- <오투잼 아날로그> / 2011 Momo corp
  - Revival On
  - 휘파람
  - Invitation II
  - 숨기지마
  - 크리스마스의 기억
  - Wonderland (Adventure Mix)
  - 마음 약해서
  - 바람아 멈추어다오
  - Spread Clever
  - 두근두근 고백
  - 사랑의 향기
  - 영원한 사랑
  - 전선을 넘어
  - Jailbreak
  - 합창
  - The Trace (Mashup)
  - 철거예정
  - Warak The Entertainer (Remake)
  - Por Una Cabeza (Remake)
  - Maria Elena (Remake)
- <리듬앤파라다이스> / 2009 엠게임
- <팝스테이지> / 2007 엠게임
  - Present
  - Shining
  - 마법의 궁전
  - RUN
  - 애인을 내려주세요
  - Super Stylin'
  - Visual Dream(Remake)
  - Lipstick
  - 내리는 비가 그칠 수 있게
  - Cross
  - 비행(飛行)
  - 낯선하루
  - Animate Star
  - Nostalgia
  - 행방불명
  - Instant World
  - A Special Day
  - 산타클로스 되기
  - Let Me Tell
  - Un Final Feliz
  - 이루어지지 않는 건

### 광고음악
- <아로나민> / 2012 일동제약
- <책읽는 녀석들> / 2012 문화체육관광부
- <2010 New SM3> / 2009 르노삼성
- <Samsung GalaxyOn7> / 2009 삼성전자

### 드라마음악
- <육룡이 나르샤> / 2015 SBS
  - 변요한 - 무이이야
  - 하현우 - 무이이야 (Rock Ver.)
  - 내내 웃쁘리
- <개과천선> / 2014 MBC
- <K-팝 최강 서바이벌> / 2012 채널A
- <내 마음이 들리니> / 2011 MBC
- <의문의 일승> / 2017 SBS

### 참여앨범
- <Miracle Planet> / 2010 S.I.D-Sound
  - 07. 뒤따라가다
- <천사의 유혹 O.S.T> - 2009 정인
  - 05. 비밀 (편곡)
- <환골탈태> - 2009 노라조
  - 04. 황조가 (편곡)
- <白夜> - 2008 S.I.D-Sound
  - 03. 비행

### 믹싱
- <컨트리공방 1st Ep> - 2014 컨트리공방
- <붕어빵> - 2014 Paperback
- <3집 이렇게 이런 날들> - 2012 Pale Grey
- <2집 우리의 지금은> - 2010 Pale Grey

## 기타 활동

### 기타 연주
- <오투잼 아날로그> / 2011 Momo Corp
  - 신세계 Black
  - Memoryer
  - Black Swan
  - Shine
  - BSPower Explosion
  - Gypsytronic
  - 바람의 날개
  - Frequency
  - Perfume
  - Super Sonic Girl
  - 발퀴레의 기행
  - Don't Stop
- <팝스테이지> / 2007 엠게임
  - Pray U
  - Invite From Lamian
  - 별의 기적
  - Blood

### 재편곡
- <오투잼 아날로그> / 2011 Momo Corp
  - 신세계 Black
  - Black Swan
  - Shine
  - 어떤 좋은 날
  - Voice Of Passion
  - Feel The O2Jam
  - 발퀴레의 기행

### 작사
- <오투잼 아날로그> / 2011 Momo Corp
  - Memoryer
- <육룡이 나르샤> / 2015 SBS
  - 무이이야